# Seán Kelly (Politiker)

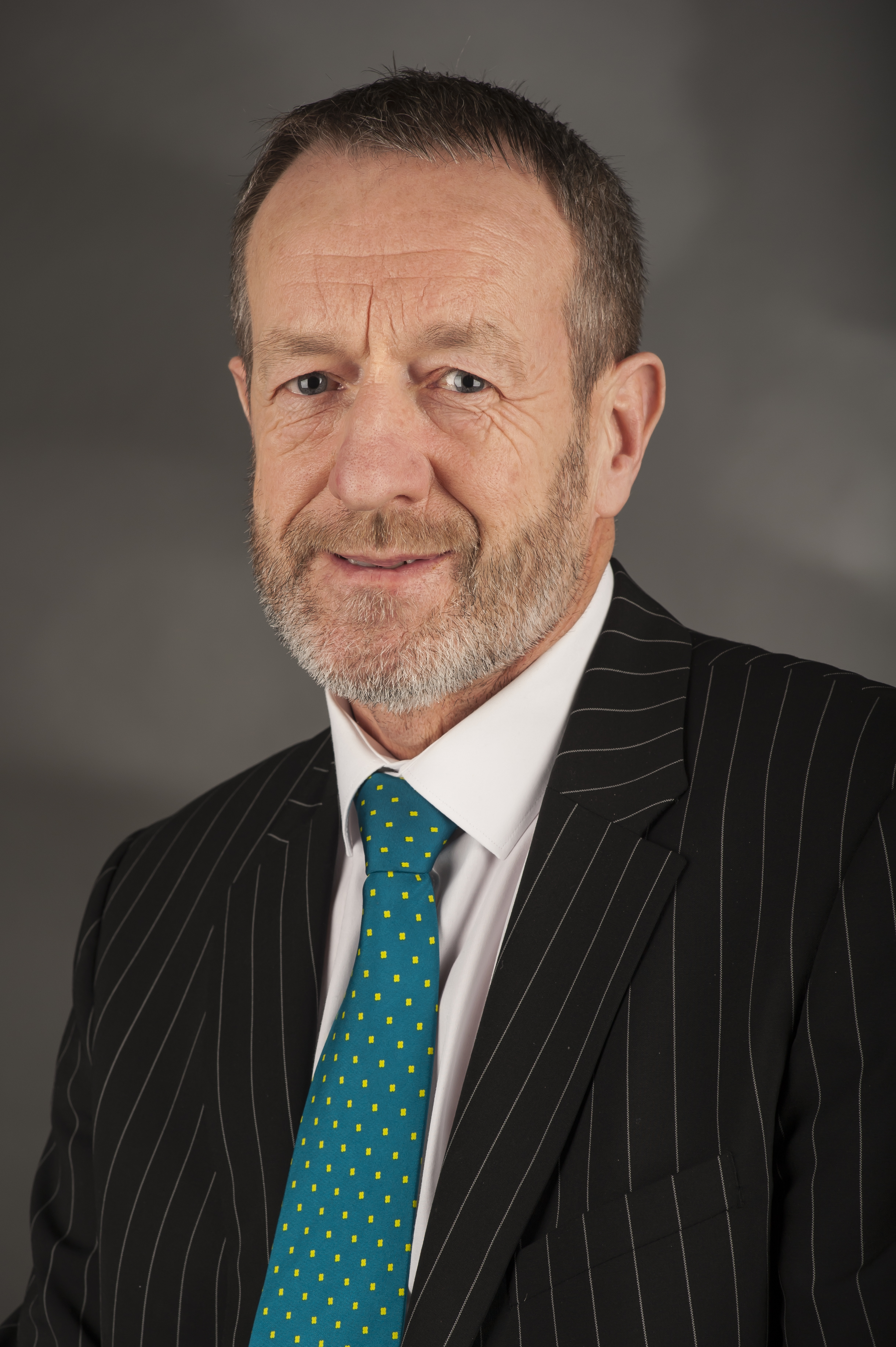
Seán Kelly

Seán Kelly (* 26. April 1956 in Kilcummin, County Kerry) ist ein irischer Politiker der Fine Gael.

## Leben
Kelly besuchte das St Patrick’s College of Education und studierte  Lehramt am University College Dublin. Nach seinem Studium war er als Lehrer in Dublin und in St. Brendan’s, Killarney tätig. Von 2003 bis 2006 war Kelly Präsident des irischen Sportverbandes Gaelic Athletic Association. Seit 2009 ist er Abgeordneter im Europäischen Parlament.